# Jō Iimura
Jō Iimura (飯村 穣, Iimura Jō) (20 mai 1885 - 21 février 1976) est un général de l'armée impériale japonaise durant la guerre du Pacifique.

## Biographie
Né dans la préfecture d'Ibaraki, Iimura sort diplômé de la 21e promotion de l'académie de l'armée impériale japonaise en 1909 et est affecté au 3e régiment de la garde impériale. Il étudie en même temps à l'université de Tokyo des études étrangères et obtient un diplôme de français en mars 1917. Il intègre ensuite la 33e promotion de l'école militaire impériale du Japon puis est nommé capitaine dans l'infanterie en 1919. Après une brève affectation dans l'armée japonaise de Corée et comme instructeur à l'école militaire impériale, il est promu lieutenant-colonel et affecté comme attaché militaire en Turquie.
De retour au Japon, Iimura est promu colonel en août 1932 et sert à divers postes à l'État-major de l'armée impériale japonaise. Il est nommé commandant du 61e régiment d'infanterie en mars 1935.
Au début de la seconde guerre sino-japonaise, Iimura est promu major-général en mars 1937. Il est commandant de l'école militaire impériale de 1938 à 1939 et transféré au Mandchoukouo pour devenir chef d'État-major de l'armée japonaise du Guandong de 1939 à 1940. Il devient ensuite commandant-en-chef de la 5e armée au Mandchoukouo de 1941 à 1943. Iimura est rappelé au Japon en 1943 pour devenir commandant de l'école militaire impériale mais à la vue de la détérioration de la situation militaire japonaise dans la guerre, il est réaffecté au combat en tant que chef d'État-major du groupe d'armées expéditionnaire japonais du Sud en 1944, et commandant-en-chef de la 2e armée régionale basée sur l'île de Célèbes en Indonésie de 1944 à 1945. Il retourne au Japon peu avant la fin de la guerre pour assumer le commandement de l'armée de défense de Tokyo et du district divisionnaire de Tokyo dans l'attente d'une invasion américaine du Japon. Il est nommé chef de la police militaire juste avant la fin de la guerre en 1945.